# 카이르완

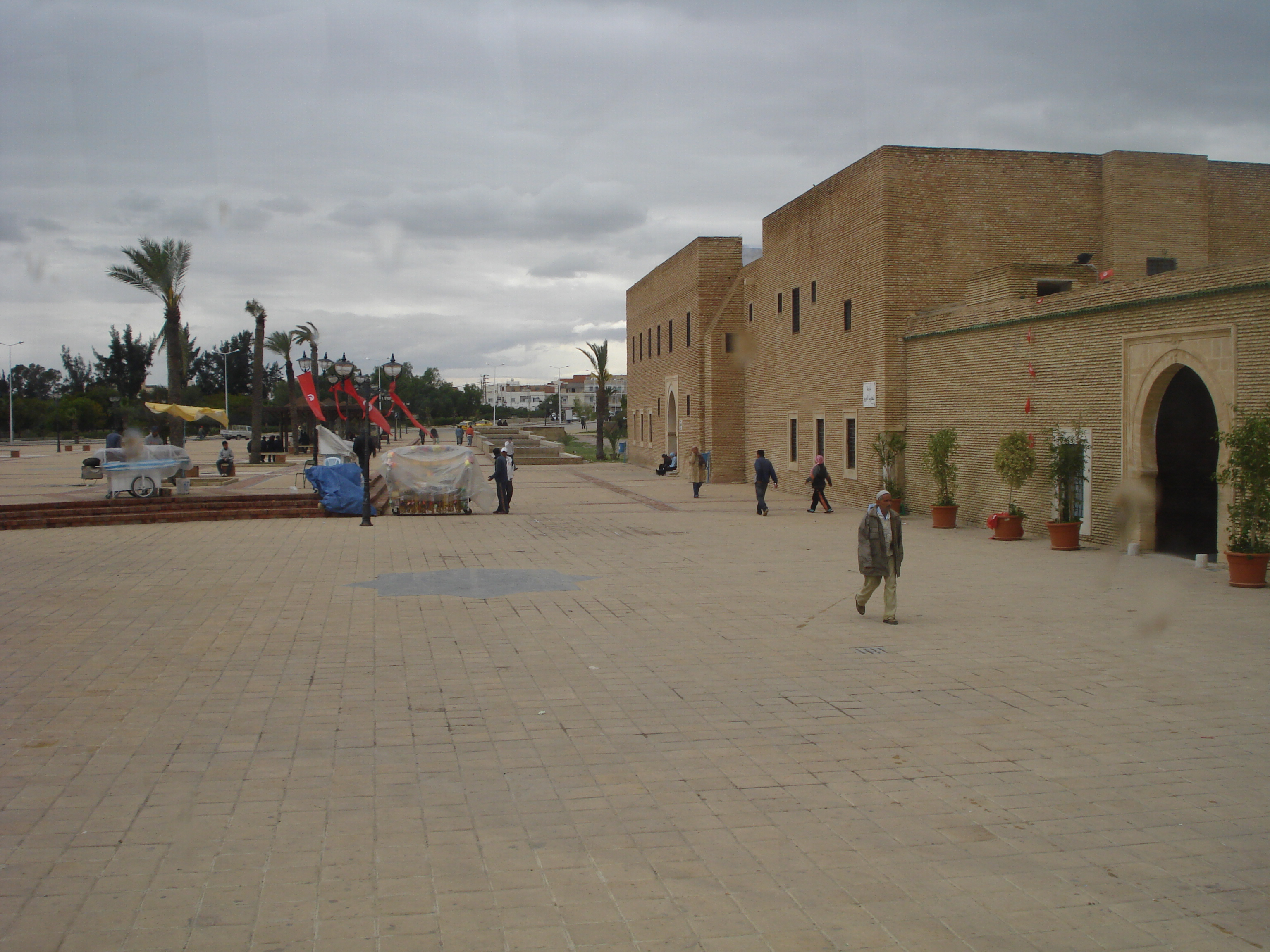
카이르완

카이르완(영어: Kairouan, 아랍어: القيروان)은 튀니지 카이르완 주의 주도이다. 인구는 150,000명(2003년)이다. 튀니지의 수도인 튀니스에서 184km 정도 떨어진 곳에 위치한다.

## 지명 유래
카이르완이라는 이름은 페르시아어로 "대상"(隊商)이라는 뜻을 가진 '카르반'(페르시아어: کاروان)에서 파생된 이름이다.

## 역사
670년 우마이야 왕조 시대에 건설되었으며 800년부터 909년까지 존재했던 아글라브 토후국의 수도였던 곳이다. 카이르완 출신 사절단이 프랑크 왕국의 카롤루스 1세 마그누스 황제(샤를마뉴)의 사절단을 영접했다는 기록이 남아 있을 정도로 큰 번영을 이룩했다.
909년에 수립된 파티마 왕조가 마디아를 수도로 정하면서 가치를 잃었고 1057년에는 완전히 파괴되고 만다. 1881년에는 프랑스가 카이르완을 정복하면서 무슬림이 아닌 사람들도 출입할 수 있게 되었다.

## 기후
| 카이르완의 기후 | 카이르완의 기후 | 카이르완의 기후 | 카이르완의 기후 | 카이르완의 기후 | 카이르완의 기후 | 카이르완의 기후 | 카이르완의 기후 | 카이르완의 기후 | 카이르완의 기후 | 카이르완의 기후 | 카이르완의 기후 | 카이르완의 기후 | 카이르완의 기후 |
| 월 | 1월             | 2월             | 3월             | 4월             | 5월             | 6월             | 7월             | 8월             | 9월             | 10월            | 11월            | 12월            | 연간            |
| --- | --------------- | --------------- | --------------- | --------------- | --------------- | --------------- | --------------- | --------------- | --------------- | --------------- | --------------- | --------------- | --------------- |
| 역대 최고 기온 °C (°F) | 30.0 (86.0)     | 37.3 (99.1)     | 39.2 (102.6)    | 37.8 (100.0)    | 44.6 (112.3)    | 48.0 (118.4)    | 49.2 (120.6)    | 50.3 (122.5)    | 45.0 (113.0)    | 41.3 (106.3)    | 36.0 (96.8)     | 30.9 (87.6)     | 50.3 (122.5)    |
| 일평균 최고 기온 °C (°F)                                                                                                  | 17.8 (64.0)     | 18.6 (65.5)     | 21.7 (71.1)     | 24.9 (76.8)     | 29.7 (85.5)     | 34.7 (94.5)     | 38.1 (100.6)    | 37.9 (100.2)    | 32.6 (90.7)     | 28.2 (82.8)     | 22.8 (73.0)     | 18.8 (65.8)     | 27.1 (80.8)     |
| 일일 평균 기온 °C (°F) | 12.6 (54.7)     | 13.2 (55.8)     | 15.8 (60.4)     | 18.6 (65.5)     | 22.9 (73.2)     | 27.4 (81.3)     | 30.5 (86.9)     | 30.7 (87.3)     | 26.8 (80.2)     | 22.7 (72.9)     | 17.5 (63.5)     | 13.8 (56.8)     | 21.0 (69.8)     |
| 일평균 최저 기온 °C (°F)                                                                                                  | 7.4 (45.3)      | 7.8 (46.0)      | 9.9 (49.8)      | 12.4 (54.3)     | 16.0 (60.8)     | 20.0 (68.0)     | 22.9 (73.2)     | 23.5 (74.3)     | 21.0 (69.8)     | 17.3 (63.1)     | 12.2 (54.0)     | 8.8 (47.8)      | 14.9 (58.8)     |
| 역대 최저 기온 °C (°F) | −4.5 (23.9)     | −3.0 (26.6)     | −3.0 (26.6)     | 0.0 (32.0)      | 4.0 (39.2)      | 6.5 (43.7)      | 8.0 (46.4)      | 12.0 (53.6)     | 9.0 (48.2)      | 5.5 (41.9)      | −3.0 (26.6)     | −3.5 (25.7)     | −4.5 (23.9)     |
| 평균 강수량 mm (인치) | 24.4 (0.96)     | 19.9 (0.78)     | 32.6 (1.28)     | 27.0 (1.06)     | 24.6 (0.97)     | 12.2 (0.48)     | 5.0 (0.20)      | 16.4 (0.65)     | 56.1 (2.21)     | 41.0 (1.61)     | 25.4 (1.00)     | 27.5 (1.08)     | 312.1 (12.29)   |
| 평균 강수일수 (≥ 1.0 mm)                                                                                                  | 3.4             | 3.4             | 4.4             | 4.3             | 3.4             | 1.9             | 0.6             | 2.2             | 5.0             | 3.7             | 3.1             | 3.8             | 38.8            |
| 평균 상대 습도 (%) | 64              | 62              | 62              | 61              | 58              | 53              | 49              | 53              | 59              | 65              | 65              | 65              | 60              |
| 평균 월간 일조시간 | 192.9           | 194.6           | 226.9           | 242.8           | 292.6           | 316.7           | 350.4           | 320.5           | 248.6           | 230.7           | 203.7           | 185.7           | 3,006.1         |
| 평균 일일 일조시간 | 6.0             | 6.8             | 7.3             | 8.4             | 9.7             | 10.8            | 11.7            | 10.8            | 9.0             | 7.6             | 6.9             | 6.0             | 8.4             |
| 출처 1: 튀니지 국립기상연구소 (상대습도: 1961년~1990년, 일조: 1981년~2010년, 극값: 1951년~2017년)                         |                 |                 |                 |                 |                 |                 |                 |                 |                 |                 |                 |                 |                 |
| 출처 2: 미국 해양대기청 (평년값: 1991년~2020년, 상대습도/일일 일조시간: 1961년~1990년), 독일 기상청 (극값: 1901년~1990년) |                 |                 |                 |                 |                 |                 |                 |                 |                 |                 |                 |                 |                 |

## 문화
이슬람교 수니파에서는 카이르완을 메카, 메디나, 예루살렘과 동등한 제4의 성지로 여긴다. 시내에는 여러 모스크들이 건설되어 있다. 카이르완의 주요 건축물로는 카이르완 대 모스크, 3개의 문 모스크 등이 있다. 1988년에는 유네스코가 지정한 세계유산에 등재되었다.